# Арнолд Модел
Арнолд Модел (на английски: Arnold Modell) е американски клиничен професор по социална психиатрия в Харвардското медицинско училище и обучаващ психоаналитик и супервайзер в Бостънското психоаналитично общество и институт. Модел е автор на книгите „The Private Self“ (1996), „Other Times, Other Realities: Toward a Theory of Psychoanalytic Treatment“ (1996) и „Imagination and the Meaningful Brain“ (2006).